# Thibaud Gruel
Pour les articles homonymes, voir Gruel.
Thibaud Gruel, né le 1er mai 2004 à Tours, est un coureur cycliste français. Il est membre de l'équipe Groupama-FDJ.

## Biographie

### Carrière amateur
Thibaud Gruel pratique d'abord le football, le tennis, et les échecs durant son enfance. Il s'inscrit finalement dans son premier club cycliste à l'âge de neuf ans en prenant une licence au Vélo Sport Neuillé-Pont-Pierre, lors de sa première année pupilles,. Dans les jeunes catégories, il s'essaye à diverses disciplines en participant à des compétitions sur route, sur piste ainsi qu'en cyclo-cross. 
En 2018, il est recruté par l'UC Joué-lès-Tours. Deux ans plus tard, il se révèle au niveau national en prenant la deuxième place du championnat de France sur route cadets (moins de 17 ans). Il monte ensuite en 2021 chez les juniors (moins de 19 ans) en intégrant le CREF Pays de la Loire, pour concilier sa carrière sportive et sa scolarité. Bon rouleur, il s'impose sur son championnat régional et finit quatrième du championnat de France du contre-la-montre. La même année, il remporte une étape au Tour du Léman Juniors ainsi qu'à la La Philippe Gilbert Juniors, grâce à ses qualités de puncheur,. Il connait également sa première sélection en équipe de France pour le Saarland Trofeo, manche de la Coupe des Nations Juniors, où il réalise deux tops dix.
Lors de la saison 2022, il s'illustre en étant l'un des meilleurs juniors français. En été, il devient champion de France du contre-la-montre juniors et remporte une étape du Giro della Lunigiana. Il obtient par ailleurs diverses places d'honneur en terminant deuxième du Saarland Trofeo, troisième de Kuurne-Bruxelles-Kuurne juniors et de La Philippe Gilbert Juniors, cinquième de La Bernaudeau Junior et de la Gipuzkoa Klasika ou encore onzième de la Course de la Paix juniors. Sélectionné pour les championnats d'Europe juniors, il se classe quatrième du relais mixte et septième du contre-la-montre individuel. Il porte aussi les couleurs de l'équipe de France lors des championnats du monde juniors, qui ont lieu à Wollongong. Meilleur représentant tricolore, il est dixième du contre-la-montre et septième de la course en ligne.

### Carrière professionnelle
Malgré l'intérêt du Vendée U, il décide de passer professionnel dès 2023 au sein de l'équipe continentale Groupama-FDJ, réserve de la formation World Tour du même nom. Il quitte ainsi la Touraine pour s'installer à Besançon, siège de sa nouvelle formation. Thibaud Gruel ne délaisse pas pour autant les études en entamant un BTS en Management Commercial.
Début 2024, Groupama-FDJ annonce sa montée en équipe première dès la saison 2025. Finalement, en mars 2024, l'équipe cycliste annonce son intégration immédiate en équipe première sans plus attendre en signant un contrat allant jusqu'à 2026. Il dispute sa première course World Tour le mois suivant en participant au  Tour de Romandie.  

## Palmarès
- 2020
  - 2e du championnat de France sur route cadets
- 2021
  - Champion du Centre-Val de Loire du contre-la-montre juniors
  - 3e étape du Tour du Léman Juniors
  - 1re étape de La Philippe Gilbert Juniors
  - 2e du Circuit du Bocage vendéen
  - 3e de La Bernaudeau Junior
- 2022
  -  Champion de France du contre-la-montre juniors
  - 4e étape du Giro della Lunigiana
  - 2e du championnat du Centre-Val de Loire du contre-la-montre juniors
  - 3e de Kuurne-Bruxelles-Kuurne juniors
  - 3e de La Philippe Gilbert Juniors
  - 7e du championnat d'Europe du contre-la-montre juniors
  - 7e du championnat du monde sur route juniors
  - 10e du championnat du monde du contre-la-montre juniors
- 2023
  - 3e étape du Circuit des Ardennes international
  - 3e du Poreč Trophy
  - 3e du Circuit des Ardennes international
- 2024
  - 8e de la Bretagne Classic
- 2025
  - Prologue des Boucles de la Mayenne
  - 4e étape de la Route d'Occitanie
  - 3e des Boucles de la Mayenne

## Distinctions
- Vélo d'or français junior en 2022